# Copa da Croácia de 2019-20
A Copa da Croácia de 2019-20 foi a 30ª edição (ou 29ª, de acordo com certas contagens) do torneio eliminatório mais importante de âmbito nacional da Croácia. 32 clubes iniciaram a disputa e o Rijeka sagrou-se bicampeão do torneio após bater o Lokomotiva na final.

## Modo de disputa
Os 32 participantes iniciais foram distribuídos em 16 chaves de duas equipes. As chaves foram disputas em partida única. 
Em caso de empate nos 90 minutos regulamentares, seguia-se uma prorrogação de 30 minutos. Em caso de persistência do empate, o vencedor era decidido em disputa por pênaltis.
O torneio foi dividido em 6 fases: Primeira fase, 16avos de final, oitavas de final, quartas de final, semifinal e final. O campeão foi o vencedor da partida final. O vice-campeão foi o perdedor da final.
A final foi disputada em campo neutro, em local já determinado antes da realizaçao do torneio. A final do torneio 2019-20 foi disputada em Šibenik.

## Resultados
Em negrito as equipes vencedoras dos confrontos.

### Primeira fase
| Suhopolje 2-6 NK Oriolik Hrvace 3-1 HNK Segesta Zagora 5-1 Papuk Primorac Biograd 1-3 Bijelo Brdo NK Bjelovar 0-3 Opatija NK Belišće 0-0 Jadran LP (pênaltis 4-2) Nehaj Senj 0-2 Karlovac Nedelisce 0-2 Slavonija Pozega | Mladost Petrinja 3-0 Međimurje Maksimir 2-6 Varaždin Komletinci 2-2 Buje Zigante (pênaltis 3-4) Klostar Podravski 1-4 Sloga NG Imbriovec 1-3 Porec Dinamo Predavac 1-3 Udarnik Bednja Beletinec 1-2 Vuteks Sloga (prorrogação) Gorica 10-0 Zagorec K. |

### 16avos de final
| Vuteks Sloga 0-8 Osijek NK Oriolik 0-3 Lokomotiva Karlovac 0-7 Dinamo Zagreb Hrvace 1-2 Slaven Belupo Zagora 1-2 NK Zadar (prorrogação) Udarnik 2-3 Istra 1961 (prorrogação) Sloga NG 1-2 Vinogradar Slavonija Pozega 1-5 Šibenik | Porec 3-7 Inter Zaprešić Opatija 3-1 Novigrad NK Belišće 3-1 RNK Split Mladost Petrinja 0-2 Hajduk Split Bijelo Brdo 1-0 Cibalia Varaždin 4-2 Rudeš Gorica 8-0 NK Zagreb Buje Zigante 0-11 Rijeka |

### Oitavas de final
| NK Zadar 0-3 Osijek Vinogradar 0-3 Lokomotiva Šibenik 2-1 NK Belišće Bijelo Brdo 0-2 Slaven Belupo | Istra 1961 1-2 Inter Zaprešić Gorica 2-1 Hajduk Split Opatija 0-3 Dinamo Zagreb (prorrogação) Varaždin 1-2 Rijeka |

### Quartas de final
| Šibenik 0-4 Lokomotiva Inter Zaprešić 0-2 Osijek | Gorica 1-2 Slaven Belupo Rijeka 1-0 Dinamo Zagreb |

### Semifinais
| Slaven Belupo 1-3 Lokomotiva | Rijeka 3-2 Osijek |

## Final
O jogo final foi disputado em 1 de agosto de 2020 na cidade de Šibenik, no Stadion Šubićevac.
As equipes do Rijeka e do Lokomotiva disputaram a finalíssima.
| 1 de agosto   | Rijeka        | 1 – 0     | Lokomotiva | Stadion Šubićevac, Šibenik                  |
| 15:30 (UTC+2) | Halilović 76' | Relatório |            | Público: Sem expectadores Árbitro: T. Pejin |

Com este resultado, o HNK Rijeka sagrou-se bicampeão da Copa da Croácia, habilitando-se assim para a disputada da Supercopa da Croácia contra o GNK Dinamo Zagreb, campeão nacional na temporada 2019-2020